# Anne Griffiths
Elizabeth Anne Griffiths, nacida Elizabeth Anne Stevenson (2 de noviembre de 1932-3 de marzo de 2017) fue un bibliotecaria y archivera británica. Se desempeñó como archivera personal del príncipe Felipe de Edimburgo.

## Primeros años de vida y educación
Griffiths nació como Elizabeth Anne Stevenson el 2 de noviembre de 1932 en Harrow on the Hill, Londres, como la mayor de cuatro hermanos. Su padre era William Hugh Stevenson (1897-1972), housemaster en Harrow School y exjugador de rugby internacional. Su madre fue Elizabeth Margaret Wallace (1902-1985). Uno de sus hermanos es el banquero de inversiones Sir Hugh Stevenson. Desde los 13 años fue educada en St Leonards School, un internado en St Andrews, Escocia. Luego se formó en el Mrs Hoster's Secretarial College de Londres.

## Carrera
En 1952, a la edad de 19 años, Griffiths comenzó a trabajar como empleada en la oficina del Duque de Edimburgo. Su nombramiento inicial fue temporal y se esperaba que terminara después de la coronación de Isabel II del Reino Unido, pero la alta calidad de su trabajo la llevó a un puesto de tiempo completo. En el desempeño de su cargo, Griffiths se convirtió en una de las dos primeras mujeres británicas en cruzar el círculo polar antártico, cuando se unió al príncipe Felipe de Edimburgo a bordo del yate real para viajar a los Juegos Olímpicos de Melbourne 1956.
Dejó la oficina de Felipe en 1960, cuando se casó con David Griffiths y fue nombrada miembro de la Real Orden Victoriana (MVO) en reconocimiento a su servicio. Griffiths volvió a trabajar en el Palacio de Buckingham en 1983 tras la muerte de su marido. Se desempeñó como bibliotecaria y archivera hasta 2017. Griffiths trabajaba en una oficina al lado del salón de Philip. Su función incluía catalogar su colección de libros y artículos, realizar investigaciones para sus discursos, responder consultas y actuar como enlace con periodistas.
Su servicio fue reconocido con varios honores: en la Real Orden Victoriana, fue ascendida a teniente (LVO) en 1988 y comandante (CVO) en 1995, y finalmente nombrada dama comandante (DCVO) en 2005. En 2011, fue una de las pocas invitadas no reales invitadas al Castillo de Windsor para el almuerzo del 90 cumpleaños de Felipe. Continuó trabajando hasta un mes antes de su muerte en 2017.

## Vida personal
Se casó con David Latimer Griffiths el 22 de septiembre de 1960. Durante su matrimonio vivieron en Bulawayo, Zimbabue y Australia. Tuvieron cinco hijos: Peter, Edward, Sarah, Michael y Caroline. Anne y David permanecieron casados hasta la muerte de David en 1983. Caroline murió en 1986.
Griffiths tenía intereses en varios deportes. Apoyó al Arsenal y fue abonada del club durante muchos años. También le gustaba ver rugby, cricket, golf y tenis.
Griffiths era cristiana y participaba activamente en su iglesia local, St Mark's Regents Park, donde se desempeñaba como celadora de la iglesia. También fue partidaria de la Legión Real Británica.

## Muerte y memoriales
Griffiths murió el 3 de marzo de 2017, a la edad de 84 años, de cáncer de duodeno. Su funeral se celebró en St Mark's Regents Park en mayo y Felipe asistió a ella como una de sus últimas apariciones públicas antes de su jubilación de sus funciones reales.
En 2018 se instaló un vitral en su memoria en la iglesia de San Marcos. La ventana fue creada por Graham Jones y representa una paloma volando sobre un fondo verde, azul y rojo.